# Parc Nacional de Møysalen
El Parc Nacional de Møysalen (en noruec: Møysalen nasjonalpark) és un parc nacional situat a l'illa d'Hinnøya, al comtat de Nordland, Noruega. El parc fou creat el 2003 per conservar paisatges alpins costaners inalterats d'aquesta illa. El paisatge es caracteritza pels pics que sobresurten del mar i fiords, sent el punt més alt la muntanya Møysalen, de 1.262 metres d'altura.
El parc és en gran manera inalterat des del seu estat natural. Aquest és un dels pocs parcs nacionals de Noruega que baixa fins al nivell del mar; diversos fiords es troben inclosos dins d'ell. El parc també inclou àrees amb bosc de bedolls, a més de les muntanyes. Hi ha molts pantans i aiguamolls al parc, però la majoria no són grans.
Les muntanyes escarpades i les costes riques properes fan qui hi hagi moltes aus marines, així com les poblacions de rosegadors, incloent l'àguila marina, l'àguila daurada, el falcó grifó, i el falcó pelegrí. També hi ha altres aus rares i en perill al parc, incloent els xoriguers, les esmerles i els aligots calçats. La vida animal és típica per aquesta part del comtat de Nordland. La llúdriga, considerada com a espècie vulnerable a Noruega, és comuna aquí. L'àrea al voltant de l'Øksfjorden és una àrea central per als ants a l'illa Hinnøya. Altres espècies comunes són les llebres, les guineus, els erminis i els visions americans.